# Gmina Świlcza
Die Gmina Świlcza ist eine Landgemeinde im Powiat Rzeszowski der Woiwodschaft Karpatenvorland in Polen. Ihr Sitz ist das gleichnamige Dorf mit etwa 3000 Einwohnern.

## Gliederung
Zur Landgemeinde (gmina wiejska) Świlcza gehören folgende neun Dörfer mit einem Schulzenamt:
Błędowa Zgłobieńska
Bratkowice
Bzianka
Dąbrowa
Mrowla
Rudna Wielka
Świlcza
Trzciana
Woliczka